# Amdoeat
Het boek Amdoeat (letterlijk: "Dat wat in de onderwereld is") is een van de belangrijkste grafteksten uit het Nieuwe Rijk van de Egyptische oudheid. Meestal werd dit boek: "het boek van de geheime kamer" genoemd. De tekst was alleen bedoeld voor de farao's en belangrijke edelen, niet voor het gewone volk.
De eerste, volledige, versie van het boek is gevonden in DK 34, het graf van Thoetmosis III. Het staat er afgebeeld in fresco's. Ook was er een complete versie te vinden in het graf van Amenhotep II. In de meeste andere tombes was het boek ook te vinden, zij het met soms lichte varianten qua uitvoering en voorstelling. Er zijn wel enkele uitzonderingen, zoals de tombe van Thoetmosis IV en Ramses IV.

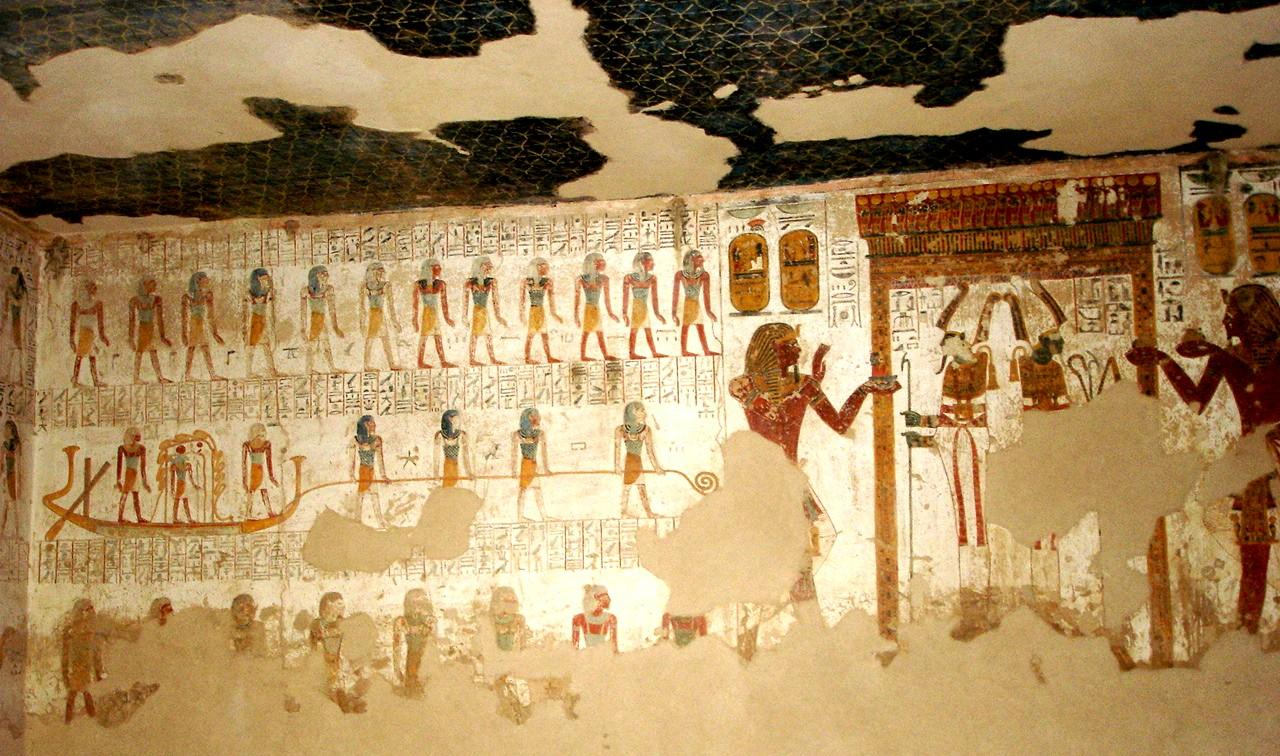

Het boek vertelt over de reis van de zonnegod Ra door de onderwereld. Het verhaal speelt zich af in de tijd dat de zon onder is. Volgens het verhaal moest de farao deze weg ook afleggen als hij stierf, waardoor hij een werd met de zonnegod, en dus onsterfelijk werd.
Volgens het verhaal is de onderwereld in twaalf delen verdeeld, waarvan elk deel een uur van de nacht voorstelt. Er is een soort poort bij elke overgang (er bestaat ook een Boek van de Poorten). In elk gedeelte van de nacht zijn er vijanden en vrienden van de zonnegod. In de Amdoeat worden al deze wezens bij hun naam genoemd. Bij elkaar zijn het honderden namen. Door hun naam te noemen kon de farao zijn bondgenoten oproepen, en zijn vijanden verslaan op weg naar zijn wedergeboorte in de andere wereld.